# Prix Louis-Armand
Le prix Louis-Armand est un prix scientifique français décerné par l'Académie des sciences. Ce prix porte le nom du résistant et dirigeant Louis Armand. Fondé en 1987, il récompense un jeune chercheur scientifique. 

## Historique
Le prix Louis-Armand est fondé en 1987 par l'Association des amis de Louis Armand, résistant, compagnon de la Libération, ingénieur et dirigeant français. 
Ce prix est décerné par l'Académie des sciences à un jeune chercheur scientifique, pour un « travail remarquable » en
mathématiques appliquées, en mécanique, en physique, en chimie, en biologie, ou en sciences de la terre. 
Le prix est indiqué en 2022 comme « triennal » sur le site de l'Académie des sciences, mais dans les faits il est décerné de façon irrégulière, souvent tous les deux ans, mais avec parfois deux années de suite (2017 et 2018), et parfois un intervalle de six ans (entre 2011 et 2017).

## Lauréats
- 1988 : François Golse, mathématiques appliquées[3].

- 1992 : Philippe Keckhut, physique[4].
- 1994 : Alexis Bonnet, mathématiques appliquées[5].
- 1996 : Jean-Philippe Beaulieu.

- 2001 : Cédric Villani, mathématiques[6].
- 2003 : Laure Saint-Raymond, mathématiques appliquées[1].
- 2005 : Fabrice Gerbier, physique[1].
- 2007 : Christine Frayret, physique-chimie[1].
- 2009 : Thierry Lahaye, physique-chimie[1].
- 2011 : Alexej Chepelianskii, physique[1].
- 2017 : Kim Larmier, chimie[7],[8].
- 2018 : Céline Merlet, physique[9],[10].
- 2021 : Lou Barreau, chimie[11],[12].
- 2023 :